# Quintana Redonda
Quintana Redonda es un municipio español de la provincia de Soria, en la comunidad autónoma de Castilla y León. El término municipal, que incluye las localidades de Quintana Redonda, Fuentelaldea, Fuentelárbol, Izana, La Barbolla, La Revilla de Calatañazor, La Seca, Las Cuevas de Soria, Los Llamosos, Monasterio y La Ventosa de Fuentepinilla, tiene una población de 512 habitantes (INE 2024). 

## Geografía

Extensión del término municipal

El término municipal tiene un área de 183,92 km².
En el entorno hay robles, encinas y pinos negrales, de los que antaño se extraía la resina. Crecen chopos acompañando del curso el río Izana y sus numerosos manantiales. También crecen setas en la zona; entre las especies comestibles predominantes se encuentran parasoles, nícalos, senderillas, seta de cardo, champiñones y cagarrias, perrechicos, además de otros ejemplares menos apreciados, propios de pinar y robledal.
Adentrándose en los pinares se encuentran fuentes y merenderos acondicionados para disfrutar del entorno, como la Fuente del Manadizo y los Poyales.
Quintana Redonda forma parte de la mancomunidad del Río Izana, junto con Tardelcuende y Matamala de Almazán y de Mancomunidad de los 150 pueblos. Dispone de Centro de Atención Primaria y Farmacia. El colegio público recibe alumnos de los pueblos y barrios cercanos. Está dotado de comedor escolar (2007)

### Comunicaciones
Se accede a través de las siguientes vías:
- SO-100 - Soria-Berlanga de Duero
- SO-115 - Quintana Redonda-Almazán

Estación del ferrocarril Torralba-Soria, inaugurado el 1 de junio de 1892, la línea de tren Madrid (Chamartín) - Soria tiene parada facultativa en el apeadero del municipio.

## Historia
- El asentamiento primigenio empezó en época celtibérica, tiempo del cual datan los primeros restos cerámicos (siglo I a. C., siglo IV).

- El nombre del pueblo podría estar relacionado con la existencia en la zona de campamentos romanos durante el asedio a Numancia (siglo IV, siglo V). Quintana es el nombre con el que se designaba la plaza y mercado unido al campamento. Otro posible origen es la presencia de una cercana villa romana , dado que en otros lugares del país se ha documentado la relación de municipios denominados Quintana con los posesores de villas romanas llamados "Quinto". En cuanto a "Redonda", es topónimo descriptivo que señala la forma del terreno.

- Durante la época de mayor auge del románico la zona se repobló con nuevos habitantes, en su mayoría venidos del norte de España. El trabajo en la fundición de campanas trajo a estas tierras profesionales para la construcción de campanarios e iglesias, que se edificaron en la época por todos los pueblos de la zona y todavía se conservan.

- En el siglo XV existe constancia documental de la presencia de Juan II de Castilla en Quintana Redonda, quien estuvo alojado en la localidad en Quintana el 3 de julio e 1430, en el contexto de su presencia en tierras sorianas por el conflicto existente en esos momentos con Aragón.[2]

- En el siglo XVI, se dio la formación del concejo de Quintana Redonda y la aparición del primer documento conocido.

- Lugar que durante la Edad Media perteneció a la Comunidad de Villa y Tierra de Soria formando parte del Sexmo de Lubia.[3]

- El censo de Pecheros de 1528, en el que no se contaban eclesiásticos, hidalgos y nobles, registraba la existencia de 68 pecheros, es decir unidades familiares que pagaban impuestos.[4] En el documento original figuraba como Guitarra Redonda.

- A la caída del Antiguo Régimen la localidad se constituye en municipio constitucional en la región de Castilla la Vieja, partido de Soria[5] que en el censo de 1842 contaba con 61 hogares y 250 vecinos.

- A mediados del siglo XIX[6] crece el término del municipio porque incorpora a Izana y a Los Llamosos.

- El 23 de julio de 1970[7] crece el término del municipio porque incorpora a Las Cuevas de Soria, Fuentelárbol y La Revilla de Calatañazor, que incorpora La Barbolla, Fuentelaldea y Monasterio.

### Reseña arqueológica
El pueblo de Quintana Redonda se encuentra situado próximo a distintos yacimientos arqueológicos siendo el más importante el de la villa de Cuevas de Soria.
No se sabe con exactitud de donde procede el nombre de Quintana Redonda. Quizás lo tomara de la vecina quinta de Cuevas de Soria ya que seguramente sería paso de mílites romanos que harán su camino por estas cañadas.
Otra hipótesis, tiene como referencia etimológica el cercano monte de “las Quintanas“, emplazado al este del pueblo y que nos habla de la antigüedad con que estas proximidades fueron habitadas.
El calificativo de Redonda podría deberse al hecho de que la quinta o quintana tuviera forma circular, de la que tomaría su denominación, por lo que cabe la posibilidad que el emplazamiento existente en Las Quintanas describiera esta disposición.

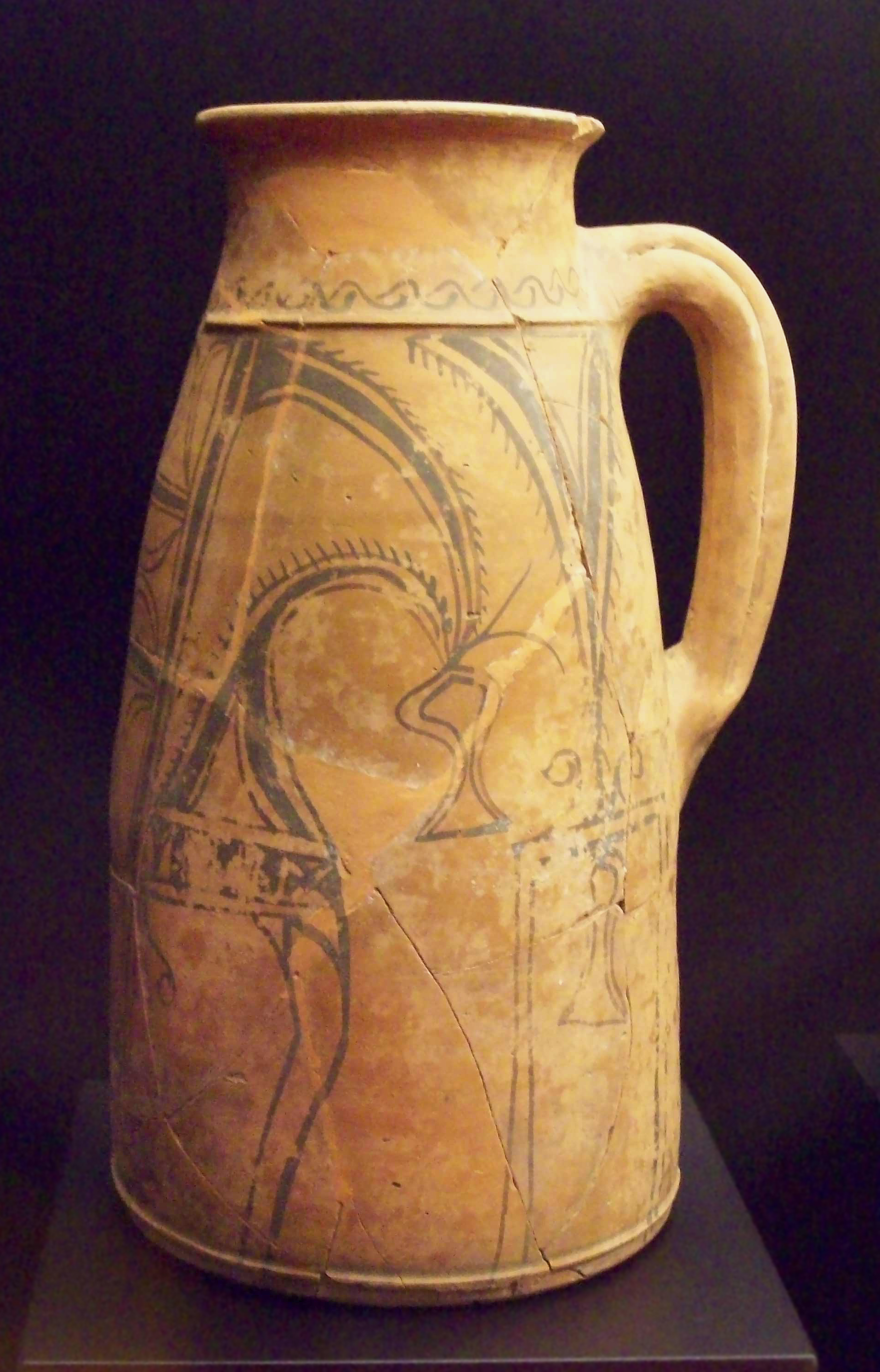
Jarra celtíbera encontrada en Izana (siglo II o I a.C., Museo Arqueológico Nacional, Madrid)

Existen tres lugares en el término de Quintana Redonda con restos arqueológicos:
- El Ero: se encuentra situado al sur del pueblo (cerca de la alfarería) en una zona elevada desde donde se domina la vega del río Izana que discurre a 500 m.

Se pueden encontrar fragmentos de cerámica a mano pertenecientes a la primera Edad del Hierro (entre el siglo VII a. C. y el siglo V a. C.), caracterizados por ocupar lugares elevados de amplia visibilidad, sin elementos defensivos y en los que se encuentran cerámicas finas, algunas de ellas grafitadas junto con cerámicas de tipo castreño, más gruesas y toscas.
- Royo Albar: se encuentra situado al sur del pueblo a unos 2 km, en una zona llana, alrededor de 3 o 4 ha, elevada 1000 m s. n. m. Cercano al asentamientos existe un arroyuelo denominado Los Cubillejos. En la actualidad se encuentra cubierto en parte por un pinar que lo ha destruido parcialmente, siendo el resto zonas de cultivo.

En este yacimiento existe gran cantidad de cerámica roja y restos de ladrillos refractarios, como los utilizados para hornos de alfar. También se han recogido varias piedras de sílex con el agujero producido por el giro de pie de un torno de alfarero, y se pueden apreciar los lugares en los que debieron estar ubicados los hornos.
En cuanto a los restos que se han encontrado destacan: grandes vasijas con diámetros superiores en la boca a los 20 cm, vasos de tamaño mediano con diámetros en la boca entre 17 y 11 cm y cuencos. Las decoraciones son geométricas con líneas horizontales paralelas u onduladas. También se ha recogido una pinza de bronce de época romana.
Teniendo en cuenta las características de intensidad y concentración de la cerámica y la existencia de materiales y restos de posibles hornos, se puede pensar que se trata de un alfar, por lo que estaríamos hablando de los primeros momentos de la época imperial romana y relacionarlo con el asentamiento de “Las Quintanas”. Este dato resalta la antigüedad de la actividad alfarera en Quintana Redonda.
- Las Quintanas: se encuentra ubicado en la ladera Sur de un amplio cerro elevado 1200 m al norte del cual discurre el río Izana. Ocupa unas 2 ha, pero es posible que se extienda por un pinar cercano.

La cerámica es muy abundante, destacando la Sigillata. Se han encontrado fragmentos de vasos de diversos tamaños:
- Cerámica común, muy abundante en este asentamiento en la que se puede diferenciar entre los fragmentos fabricados a torno al modo celtíbero (grandes vasijas para guardar alimentos con los típicos bordes de “pico de pato”) y otros pertenecientes a grandes vasijas, jarras o vasos.
- Cerámica pintada. Donde podemos observar fragmentos pintados de tradición celtibérica decorados con pintura oscura y motivos geométricos, y otros donde se incluyen cerámicas de tipo “Clunia“ cuya pasta es de tono ocre, paredes finas y formas que van desde la parte superior cilíndrica y la inferior tronco cónica y los que son bitroncocónicos.
Debido a las dimensiones del asentamiento podría tratarse de un núcleo de población con características urbanas, cuya cronología iría desde el siglo I al siglo III.
Comparando la abundante cerámica de tradición celtibérica de este yacimiento con la del Royo Albar, existe gran similitud entre ambos por lo que es muy probable que este centro produjera sus cerámicas en un momento coincidente cronológicamente con este asentamiento.
Según Blas Taracena, se encontró en Quintana Redonda hacía 1868 un tesorillo que constaba de un casco de bronce que cubría dos tazas de plata, una de perfil liso y otra con dos asas, que contenían 1300 denarios ibéricos, principalmente de Bolscan y romanos. Las monedas encontradas se ponen en relación con ocultaciones pertenecientes a los acontecimientos bélicos más significativos del siglo I a. C.
- Por último en la Fuente del “Prado de los Ojos” se encontró de forma aislada, un broche de cinturón de época visigoda de tipo arriñonado. Mide 74 mm de largo por 30 mm de ancho, y en su cara posterior presenta tres salientes para sujetar la correa.

## Demografía
Cuenta con una población de 512 habitantes (INE 2024).
| Gráfica de evolución demográfica de Quintana Redonda entre 1842 y 2021 |
| |
| Población de derecho según los censos de población del INE Población de hecho según los censos de población del INEEntre el censo de 1857 y el anterior, crece el término del municipio porque incorpora a 425051 (Izana) y 425056 (Los Llamosos) Entre el censo de 1970 y el anterior, crece el término del municipio porque incorpora a 42542 (Las Cuevas de Soria), 42553 (Fuentelarbol), y 42599 (Revilla de Calatañazor) |

### Demografía reciente del núcleo principal
Quintana Redonda (localidad) contaba a 1 de enero de 2010 con una población de 330 habitantes, 173 hombres y 157 mujeres.
| Gráfica de evolución demográfica de Quintana Redonda (localidad) entre 2000 y 2010               |
|                                                                                                  |
| Población de derecho (2000-2010) según los censos de población del INE a 1 de enero de cada año. |

### Población por núcleos
| Núcleos                     | Habitantes (2000) | Habitantes (2010) | Habitantes (2015) |
| --------------------------- | ----------------- | ----------------- | ----------------- |
| Quintana Redonda            | 352               | 330               | 331               |
| Fuentelaldea                | 15                | 10                | 8                 |
| Fuentelárbol                | 26                | 22                | 17                |
| Izana                       | 25                | 20                | 22                |
| La Barbolla                 | 3                 | 2                 | 2                 |
| La Revilla de Calatañazor   | 7                 | 6                 | 5                 |
| La Seca                     | 18                | 17                | 18                |
| Las Cuevas de Soria         | 59                | 50                | 58                |
| Los Llamosos                | 32                | 29                | 23                |
| Monasterio                  | 9                 | 6                 | 6                 |
| La Ventosa de Fuentepinilla | 22                | 15                | 17                |

## Barrios
Quintana Redonda agrupa, además del núcleo principal, otros once pueblos o barrios. Trataremos también, brevemente, los restos arqueológicos pertenecientes a estos pueblos vinculados al municipio.
Las Cuevas de Soria: Altitud: 1.053 m s. n. m. Ubicado en la ladera sur de la sierra de Inodejo, encontramos además de agradables paseos por sus parajes los siguientes lugares de interés.
- Museo etnológico creado por los habitantes del pueblo, los cuales han aportado muebles, útiles domésticos, ganaderos y aperos de labranza para su creación.

- Iglesia románica de San Pedro con galería porticada y retablo gótico del siglo XV y ermita con reliquias de mártires sobre un castro celtíbero.

- El cisco: el comercio de carbón vegetal fue una actividad importante en Cuevas de Soria

y se ha recuperado como y fiesta, el primer domingo de marzo, desde los años 90.
- En Cuevas de Soria encontramos una de las residencias más características de la romanización, planificada según la arquitectura de la época imperial. Se trata de una villa con peristilo de 41 × 22 m, rodeada de galerías que comunican directamente con los salones e indirectamente con las habitaciones de uso individual. Posee 30 habitaciones visibles, de las que 22 tuvieron pavimento de mosaico polícromo, geométrico y de monograma emblemático en las dos de mayor dignidad. Según Blas Taracena la villa debió construirse a finales del siglo II y estuvo habitada hasta finales del Imperio.[12] Este recinto está declarado Bien de Interés Cultural en la categoría de zona arqueológica desde el 3 de junio de 1931.[13]

Izana: Altitud: 1.048 m s. n. m. Dicen que Izana es nombre prerromano, de origen vasco y cuyo significado está relacionado con el agua, tal vez por eso el pueblo y el río lleven el mismo nombre.
- En Izana se localiza un asentamiento correspondiente a la etapa celtibérica al norte del pueblo en un cerro amesetado con una altura de 1116 m s. n. m. Poseía una muralla con doble sistema defensivo unido al resto por una torre. En él se ha encontrado cerámica a mano, celtibérica y campaniense, así como útiles de hierro, armas, fíbulas (hebillas) y distintas monedas.

Los Llamosos: Altitud: 1.065 m s. n. m. Una de las iglesias más antiguas de Soria, del siglo XIII Nuestra Señora de la Asunción, románica con influencia musulmana, corona el cerro que ocupan las viviendas del pueblo. En la iglesia se han descubierto unos frescos originales que habían sido encalados, lo que ha permitido su conservación. Fue declarada Bien de Interés Cultural en la categoría de Monumento el 3 de noviembre de 1994.
- La Garcimona, en Los Llamosos, se localiza al noroeste del pueblo, muy cerca del camino que une este pueblo con el vecino de Izana. Se cree que hubo dos momentos de ocupación; uno celtibérico y otro en época romana tardía.

La Revilla de Calatañazor: Altitud: 1015 m s. n. m. Este pueblo conserva la estructura original. Incendiado en 1967, fue perdiendo poco a poco sus habitantes a partir del éxodo rural de los años 1970. La iglesia es románica de sillería, con contrafuertes que la mantienen en pie. Sencillamente decorada, conserva una bóveda interesante, pero en mal estado de conservación.
- En La Revilla de Calatañazor se han encontrado restos arqueológicos en Alto de la Cruz y Prado Gordo.

- El “Alto de la Cruz” se encuentra al sur del pueblo, en una pendiente hacia el este, que tiene alrededor una altura de 1000 m s. n. m. Se han encontrado ajuares de tres tumbas. Los materiales hallados indican una cronología para estos ajuares de los siglos IV y III a. C.
- “Prado Gordo” se encuentra situado en una zona llana, a la orilla derecha del río Erizes, elevado sobre el nivel del mar 1000 m los materiales encontrados: cerámica Sigillata, común y pintada de época tardo-romana, pudiendo corresponder a una villa ocupada en el siglo IV.
- También se produjo el hallazgo casual de un hacha pulimentada en las calles de este pueblo.
La Ventosa de Fuentepinilla: Altitud: 993 m s. n. m. La iglesia de La Ventosa es de románico tardío. El ábside, la puerta de entrada con tres arquivoltas. En el interior se puede admirar un muy bien conservado arco que separa la nave central del ábside y una pila bautismal de la misma época.
- En La Ventosa de Fuentepinilla se localizan varios yacimientos arqueológicos.

La Barbolla: Altitud: 950 m s. n. m. al sur de la sierra de Inodejo, destaca la iglesia románica de San Bartolomé, de finales del siglo XII. La decoración de la portada está protegida por un tejadillo.
- En la Barbolla nos encontramos con el Castro y Fuentecer. El primero situado al sureste del pueblo en un cerro amesetado pudo tener dos momentos de ocupación; uno en las primeras etapas del Eneolítico caracterizado por cerámicas menos cuidadas y otro posterior en el que se aprecian cuencos, vasos globulares, etc.

- En el Chorrón situado al este del pueblo, se ha encontrado cerámica celtibérica.
- El segundo se halla al sureste del pueblo en una zona llana. En él se han encontrado cerámicas sigillatas, común y pintada así como material lítico. Este ocupación fue prolongada, dónde el primer asentamiento sería en el siglo I y el último en época tardo-romana.
Fuentelaldea: Altitud: 997 m s. n. m. 
Iglesia románica de la Asunción.
Fuentelárbol: 965 m s. n. m. En este pueblo la iglesia románica, dedicada también a la Asunción, llama la atención por su ábside y su rica decoración exterior. A unos 200 m de la salida del pueblo por la carretera de Fuente Pinilla-Almazán, en el paraje "El Perujal", en se encuentran una formación de ruedas de molino de cereal, que se debía a la antigua costumbre de colocar una rueda de piedra conmemorando cada boda acontecida en la localidad, ya que en el pueblo había canteros que se dedicaban a la extracción de dichas piedras. La cantidad de elementos que allí se encuentran, dan una idea del número de habitantes en esa época. 
La Seca : Altitud: 977 m s. n. m. 
En esta localidad merece la pena destacar el paraje natural de la Fuente de La Dehesa, abastecida por agua de manantial.
Monasterio: Altitud: 1.110 m s. n. m. Lavadero en piedra, de original estructura circular, restaurado en 1998. La iglesia tiene la particularidad de tener el campanario separado del resto del edificio. Se encuentra en un entorno natural muy llamativo, por el tipo de piedra del terreno.

## Cultura

### Fiestas patronales
- Las fiestas principales están dedicadas a San Juan y San Urbano, el 24 y 25 de junio, además de San Roque y a la Virgen de Agosto los días 14 y 15 de este mes, fiestas de importante afluencia popular.

- Durante las fiestas se celebran, además de los actos litúrgicos, competiciones de juegos tradicionales como tanguilla, calva, bolos, rana y juegos populares de cartas: guiñote, rabino y brisca. Otras originales competiciones son los campeonato de comer pipas o gymkanas en la plaza de toros.

- El 10 de febrero, la Función de la Iglesia, es día festivo para el pueblo, en conmemoración del desplome del edificio que aconteció sin víctimas en 1869, tras un oficio religioso. En 2008 se recuperó la matanza del cerdo al estilo castellano.

- En Santa Águeda: Se encienden luminarias en la plaza y se hace chocolate para los vecinos que acuden para calentarse alrededor.

- Jóvenes y mayores celebran el Jueves Lardero, y la tradición consiste en, el jueves anterior al comienzo del carnaval, ir a merendar al monte pan, chorizo y tortilla.

- Se acude a la romería de la Virgen de Inodejo el domingo de La Trinidad en junio y el segundo domingo de septiembre.

- El día de San Juan los mozos sacan a pasear a La Gallofa, un monigote relleno de paja, para pedir comida y bebida a los vecinos.

### Sus gentes
Miguel de Antona, más conocido como “Velasquillo”, sería la persona más notable nacida en Quintana Redonda. Se convirtió en el bufón preferido de la corte de Felipe II (1556-1598). Sus actuaciones y comentarios repletos de ingenio, ironía y socarronería fueron célebres en la corte de Felipe II, donde llegó a tener un puesto de privilegio, pero sin olvidar nunca, dicen, el orgullo de sus raíces quintaneras.

### Dicho popular
"De Quintana Redonda los Cantareros. De tierra colorada cántaros negros."

Esta frase popular hace referencia a la alfarería, actividad que llegó a ser muy importante en la zona debido al terreno arcilloso de la comarca. La pieza entra modelada y de color rojo en el horno, que tras un particular proceso de cocción, sale de brillantes tonos negros característicos de los artesanos alfareros de entonces. Esta técnica milenaria ha sido recuperada por el artesano alfarero Evelio Arnaz, que elabora en su taller desde hace años gran variedad de piezas de cerámica.

-

"Indudablemente nada tenía que ver el humo, ni la magia, ni era cosa de brujería como nos hacían creer cuando éramos niños, y por las tardes, ya casi de noche bajábamos a los hornos de nuestros tíos, abuelos o padres en el momento que colocaban la losa que tapaba el cenicero y entre la tierra que daban se desprendían unas llamas de color azul que ellos nos decían que eran las brujas. Algo que como es lógico, a nosotros la chavalería, nos atemorizaba.
En realidad y como todo, esto tiene una explicación lógica; aquellas llamas procedían del escape de los gases producidos de una mala combustión en una atmósfera reductora (pobre en oxígeno) que es la causante, junto con el carbono producido por los tocones de pino podrido, del bello color negro metalizado de los cántaros, botijas y cantarillas de Quintana Redonda."
Evelio Arnanz Modrego (Alfarero de Quintana Redonda)

### Deporte
Instalaciones
- Piscina municipal
- Pista de frontenis cubierto.
- Pista de tenis.
- Campo de futbito cubierto.
- Campo de fútbol
- Rocódromo
- Parque infantil

## Monumentos y lugares de interés
- Palacio blasonado y espléndidos jardines, que pertenece y habita la familia González de Gregorio.

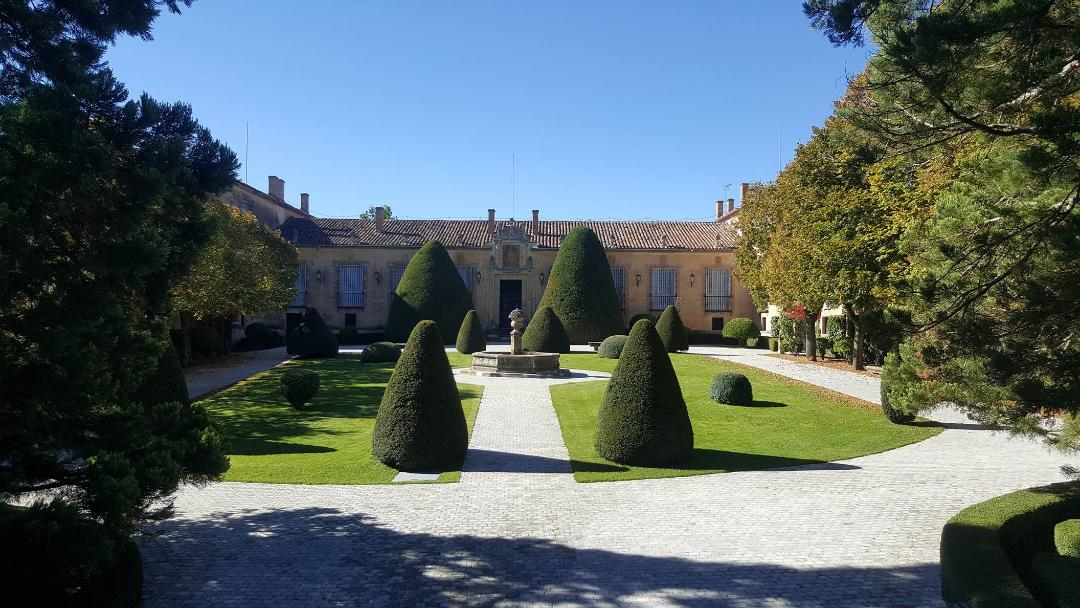
Casa Palacio de los González de Gregorio (Palacio de Quintana). Construido por Juan Baltasar González de Gregorio y Rodríguez-Carabantes en 1757.

- Plaza de Toros: Restaurada principios del siglo XXI, se ha recuperado su uso durante las fiestas de agosto para encierros de vaquillas, celebración de juegos y conciertos.
- Fuente de los enamorados: a la entrada del pueblo viniendo desde Soria una fuente de granito con dos corazones atravesados con una flecha. En el muro trasero leemos sobre baldosas de cerámica: "De esta agua beberás y pronto te casarás" "Y si estuvieres casado seguirás enamorado".
- Antiguo lavadero: Con agua corriente, cubierto y en buen estado de conservación, todavía es utilizado en ocasiones. Tiene tres pilas y arcos de ladrillo de construcción funcional.

Museo de la cerámica - El museo se encuentra en las antiguas escuelas. En el recorrido encontraremos paneles interactivos, audiovisuales, sistemas gráficos y multimedia, sobre la producción cerámica en Quintana Redonda y otros pueblos de alrededor.
Instalaciones deportivas municipales, constando de:

### Historia de sus iglesias
De bautizar y extender la partida tiene el párroco una gallina.
Chanza popular.

“De estilo románico, de una sola nave, sin capillas (...) torre en forma de espadaña de menos de diez metros de altura con dos campanas, y se notaba que había sido hecha dos veces (...). En toda la construcción de este templo no había ni una piedra sillar (...) casi todo estaba construido con abundante cal y piedra pequeña en forma de tapiales” así describe Celestino Zamora, párroco de Quintana, el antiguo templo que el pueblo poseía en lo que hoy es el cementerio y que según Miguel Moreno sería construida en el siglo XIII.
La iglesia, de pobre construcción, verá como durante el paso de los años se le hacen añadidos y arreglos hasta la fatídica fecha del 14 de agosto de 1918, que quedó destruida por un incendio.
En 1562 se manda hacer el famoso retablo de la Magdalena por encargo de Velasquillo con la venia de Felipe II. En 1602 la iglesia de Nuestra Señora de la Asunción suma en su haber la construcción de la torre del campanario, a partir de ese momento funciona la actividad religiosa sin sobresalto durante más de un siglo. Es entrado el siglo XVIII cuando comienzan las desventuras para párrocos y feligreses. La iglesia se vino abajo el 28 de marzo de 1728, teniendo que ser trasladado el Santísimo Sacramento a la ermita de San Roque.
La ermita de San Roque estaba situada, probablemente, entre el actual frontón y el Hospicio (o pobrera, lo que hoy son los vestuarios del campo de fútbol, que daba cobijo a ambulantes, peregrinos y pobres). Era también de pésima construcción aunque hizo en varias ocasiones de sustituta de la iglesia parroquial, y puede considerarse como el segundo lugar sacro del pueblo, puesto que la ermita de San Agustín –de la que también se tiene constancia pero no localización- fue mandada demoler – y sus restos utilizados para los arreglos de la iglesia – por su “situación de desamparo”. De la ermita de San Agustín tenemos referencias en 1627 por primera vez, el obispo Dueñas mandó enterrar las figuras que en ella había “por no mover a devoción, y que no se diga misa en dicho templo hasta que no fuera adornado de manera decente”. De lo que sin embargo no hay pruebas claras es de que la ermita fuera erigida en honor del obispo Agustín (pontificado de 1261 a 1286) presuntamente natural de Quintana Redonda, para algunos, y de Soria, para otros.
El 22 de octubre de 1730 vuelven las imágenes a la iglesia, no sin antes haber acometido también el despiece de la garita del campanario, que amenazaba ruina. Para 1766 se cae el nido de la cigüeña y ha de emprenderse reconstrucción de la parte de atrás de la iglesia, pero no debió de ser muy completo el arreglo cuando en el año 1733 el obispo Calderón en una visita, da cuenta del “fatal estado” de la iglesia y del “notable riesgo” de celebrar misa, mandándose hacer ésta en el pórtico de la iglesia, “procurándose sea con la debida decencia”. Hacia 1780 se acomete nueva obra de reforma (blanqueo de la iglesia, recomposición del arco y de la bóveda....) con un coste de 3.195 reales. 
La llegada de las tropas francesas en 1808 supondrá el saqueo y sustracción (el 21 de noviembre) de las pocas cosas de mérito que guardaba, entre otras, candeleros y cruz de plata, obsequiados a la parroquia por Manuel Medrano y Aceves (Caballero de Santiago) en 1732 y los Santos Óleos, como se recoge en la partida de bautismo de Tomás García Hernández y Josefa Bados García.
En la noche del 10 de febrero de 1869, miércoles de ceniza, recién terminado el Rosario y menos de un cuarto de hora de abandono de la iglesia por la feligresía, vuelve a ceder la parte de atrás de la iglesia viniéndose abajo toda ella, en acción de gracias se guardará en adelante y con tal motivo, el 10 de febrero como día festivo para el pueblo. 
En solo tres meses y con el esfuerzo de los vecinos, volvió a erigirse la iglesia en Quintana, pero de sus características dicen los documentos: “el edificio quedó siempre pobre, de un aspecto impropio del Señor (...). El coro y escaleras eran feísimos de construcción desaliñada”; “La pila bautismal era de estilo bizantino, pero muy mal tratada y la piedra vastísima”; “Un cuadro de San Saturio de casi ningún valor artístico” y “una imagen de San Sebastián y de San Roque antiguas que no merecían estar expuestas al público” se sumaban a los tesoros de valor (archivos y libros parroquiales, candeleros de plata, lámparas, pendón, estantes, cuadres e imágenes) que fueron a desaparecer presa de las llamas.
La madrugada del 13 de agosto de 1918 Magdalena Lafuente dará aviso al cura y al pueblo del trágico suceso, que consumió los pasos religiosos del mismo: el incendio de la iglesia. “Allí fueron carbonizadas las Sagradas Formas y hasta el Copón donde se encerraban” (C. Zamora), lo cual debió levantar alguna polémica entre los vecinos, al ser comentado por los incrédulos, el hecho de que las Sagradas Formas no hubieran sido capaces, obrado el milagro, de haberse salvado de las llamas. “Dios permitió todo esto para probar nuestra fe”, concluyó el párroco.
Entre el 24 de mayo de 1921, que se colocó la primera piedra, y el 22 de abril de 1924, en que se dan por colocadas las verjas del pórtico, con piedra de mampostería del cerro de los Ainos, las columnas de piedra de Golmayo, la madera de pinos del término municipal, la donación del suelo de los González de Gregorio y más de 176.000 pesetas aportadas por los vecinos y forasteros pudo culminarse la edificación de la actual parroquia de Nuestra Señora de la Asunción, rematada por una cruz que estuvo más de doscientos años colocada en la Academia de San Fernando.